# ستوارت بارنابي
ستوارت بارنابي (بالإنجليزية: Stuart Parnaby)‏ (مواليد 19 يوليو 1982 في دورهام - إنجلترا) لاعب كرة قدم إنجليزي يلعب حاليا لصالح نادي الدرجة الممتازة برمنغهام سيتي الإنجليزي منذ 2007 في مركز الظهير الأيمن .

## روابط خارجية
- ستوارت بارنابي على موقع قاعدة بيانات كرة القدم.إي يو (الإنجليزية)
- ستوارت بارنابي على موقع Soccerbase.com (لاعب) (الإنجليزية)
- ستوارت بارنابي على موقع Soccerway.com (الإنجليزية)
- ستوارت بارنابي على موقع عالم كرة القدم.نت (الإنجليزية)
- ستوارت بارنابي على موقع كووورة